# Ray-Ban Jackie Ohh

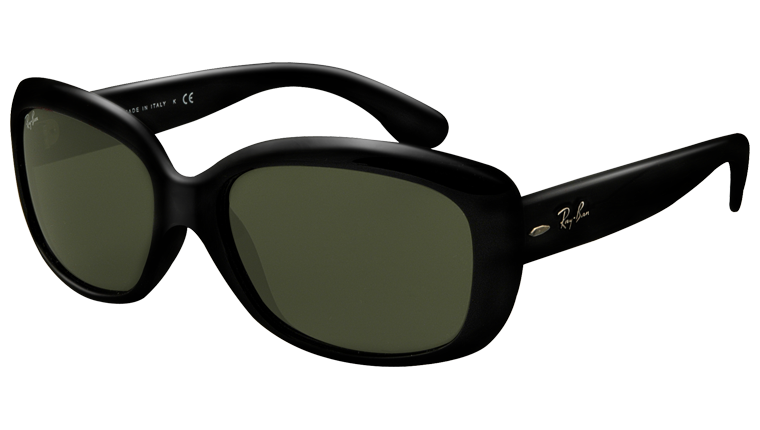
Ray-Ban Jackie Ohh.(RB4101 601)

Ray-Ban Jackie Ohh é um estilo de óculos de sol produzido pela Ray-Ban. O modelo ficou conhecido na década de 60 ao ser usado pela primeira-dama dos Estados Unidos, Jacqueline Kennedy. O nome vêm de seu apelido popular Jackie O.